# افعی خالدار
 افعی خالدار یا افعی واگنر(نام علمی: Montivipera wagneri) نام یک گونه از تیره گرزه‌ماران است. یکی از مارهای زهرآگین با پراکندگی در شمال غربی ایران و شرق ترکیه است.
افعی واگنر زمینی و زنده زا می‌باشد. این مار در معرض خطر بحرانی است. نام واگنر از اسم کاشف آلمانی این مار موریتس واگنر گرفته شده.

## شرح
تا حداکثر طول کل ۷۰ تا ۹۵ سانتی‌متر (۲۸ تا ۳۷ اینچ) رشد می‌کنند.
سر نسبتاً بزرگ، کشیده و متمایز از گردن است. پوزه گرد و پوشیده از فلس‌های کوچک است. چشم‌ها توسط ۱۲ تا ۱۵ فلس دور چشمی احاطه شده‌اند.
الگوی رنگ، رنگی غالباً همرنگ زمین مانند خاکستری است که با لکه‌های قهوه ای روشن تا قهوه ای مایل به زرد یا نارنجی با حاشیه‌های سیاه از پشت سر تا انتهای دم پوشیده شده‌است.
معمولاً یک نوار سیاه از گوشهٔ چشم تا زاویهٔ دهان وجود دارد.

## منطقه جغرافیایی
در کوه‌های شرق ترکیه و در استان آذربایجان غربی زیست می‌کنند.

## وضعیت حفاظت
درسال ۱۹۹۶ (میلادی) به عنوان گونهٔ در خطر انقراض قرار گرفت.
در سال ۲۰۰۹ (میلادی) به علت کاهش شدید جمعیت در اثر تجارت غیرقانونی به عنوان حیوان خانگی و تخریب زیستگاه به شدت در خطر انقراض قرار گرفت.
جمعیت این مار کمی بیشتر شده اما هنوز به شدت در خطر انقراض است.

## زیستگاه
در ارتفاعات ۱۶۰۰ تا ۱۹۰۰ متری (۵۲۰۰ تا ۶۲۰۰ فوت) در زیستگاه‌های صخره ای و چمنی پیدا می‌شوند.